# Партизанська (станція метро, Москва)
55°47′17″ пн. ш. 37°45′08″ сх. д. / 55.78806° пн. ш. 37.75222° сх. д.
«Партизанська» (рос. Партизанская; до 2005 — «Ізмайловський парк», до 1963 — «Ізмайловська», до 1948 — «Ізмайловський парк культури і відпочинку імені Сталіна») — станція Арбатсько-Покровської лінії Московського метрополітену. Розташована між станціями «Ізмайловська» та «Семеновська», на території району Ізмайлово Східного адміністративного округу Москви.
Відкрита 18 січня 1944 року у складі черги «Курська» — «Ізмайловський парк культури і відпочинку імені Сталіна» («Ізмайловська»), пізніше отримала назви «Ізмайловська», «Ізмайловський парк», з 2005 року — «Партизанська».

## Технічна характеристика
Конструкція станції — колонна трипрогінна мілкого закладення (глибина закладення — 9 м).

## Оздоблення
Оздоблення присвячено темі партизанського руху. Колони і верх колійних стін оздоблено сірувато-жовтувато-білим мармуром Прохоро-Баландинського родовища, низ — коричневою керамічною плиткою. Капітелі колон прикрашені барельєфами: лісова гущавина і радянський автомат ППС на гілці. Колійні стіни прикрашені барельєфами (скульптор С. Л. Рабинович). На стінах розташовані численні квадратні керамічні плитки з рельєфами, які зображують різні види радянської зброї. На двох найближчих до виходу колонах встановлені скульптури Зої Космодем'янської і партизана Матвія Кузьмича Кузьміна (скульптор М. Г. Манізер). Над середній колією станції знаходяться ніші, раніше в них розташовувалися величезні круглі світильники і фрески художника А. Д. Гончарова, що не збереглися до наших днів.
Проєктна назва станції «Стадіон імені Сталіна». Станція спочатку була розрахована на великий пасажиропотік — стадіон імені Сталіна повинен був стати найбільшим стадіоном СРСР, саме тому станція мала 3 колії. Передбачалося також будівництво другого виходу, який і повинен був вести до стадіону, з єдиним у Москві шестистрічковим ескалатором. Але стадіон імені Сталіна так і не було побудовано, спочатку через війну, а потім через кепські гідрогеологічні умови, і оздоблення станції було змінено.
У станції один вихід у західному торці. Дві сходи з'єднують обидві платформи з підземним касовим павільйоном. На проміжному майданчику вихідних сходів поруч з містком над середнею колією розташована скульптурна група «Партизани» (скульптор М. Г. Манізер). Дві довгі сходи — одна на спуск, інша на підйом — з'єднують підземний павільйон з поверхнею. Зовні наземний вестибюль є масивною прямокутною будівлею. Фасад вестибюля прикрашено глибоким портиком з колонами чорного діабазу. Зсередини стіни оздоблені білим і червоним мармуром.
Наприкінці 2007 — початку 2008 років проведена практично повна заміна асфальтового покриття підлоги станції на темний мармур, при цьому світлий мармур, яким був виконаний орнамент на підлозі, було замінено на червоний граніт.

## Колійний розвиток

Колійний розвиток станції «Партизанська»

За станцією знаходиться перехресний з'їзд. Рух у бік «Ізмайловської» фактично здійснюється не по головній колії, а по сполучній гілці. Головна колія раніше прямувала на кілька десятків метрів і закінчувався тупиком і спочатку призначалась для пуску додаткового потягу в бік центру після закінчення матчів на планованому Стадіоні Народів, а згодом для підземного продовження лінії в Ізмайлово. Зараз стрілка демонтована і рейки на продовженні головної колії розібрані. Аналогічний задєл є і з іншого боку, але там рейок ніколи не було.
За станцією, після виходу на поверхню, знаходиться з'їзд у депо «Ізмайлово». Таким чином, «Партизанська» є кінцевим пунктом для прямуючих в депо маршрутів.
До кінця 1949 року станція була кінцевою і мала колійний розвиток — три стрілки — тільки з боку станції «Семеновська». Для обороту поїздів, посадки і висадки пасажирів використовувалась тільки середня колія. Бічні колії могли використовуватися тільки для відстою поїздів (на одну колію було можливо прийняти поїзди з центру, а з іншої колії відправити поїзд до центру). За станцією не було ніякого колійного розвитку, всі три колії були тупиковими. Тупикова призма середньої колії знаходилася в межах платформи станції і за нею був перехідний місток з однієї платформи на іншу.
На початку 1950 року за станцією було відкрито електродепо «Ізмайлово». Були побудовані сполучні тунелі між станцією і депо. У тунелях розташували подвійний перехресний з'їзд для обороту потягів і службову платформу. У цей тунель були продовжені всі три колії зі станції, перехідний місток між платформами перестав існувати, а оборот потягів було перенесено в цей тунель.
Наприкінці 1954 року в депо «Ізмайлово» була відкрита станція «Первомайська», всі поїзди почали прямувати далі до нової станції.

## Вестибюль і вихід у місто
На станції один (західний) вестибюль. Вихід у місто до Ізмайловського шосе, Народного проспекту, Ізмайловського парку.
Біля станції розташована автостанція «Ізмайловська», що обслуговує чисельні приміські маршрути автобусів у східну частину Московської області.

## Пересадки
- «Ізмайлово»
- А: 7, 20, 36, 131, 211, 372, 634, 974, т22, н3;
- Т: 11, 12, 34